# Arkadiusz Głowacki
Arkadiusz Rafał Głowacki (uitspraak: [arˈkadiuʂ gwoˈvatski], ong. arkadioesj gwovatskie ["g" als in zakdoek]) (Poznań, 13 maart 1979) is een Pools voetballer die speelt als verdediger. 

## Clubcarrière
In 2010 verruilde hij Wisła Kraków voor Trabzonspor. In zijn profcarrière begon hij met Lech Poznań in 1997. Na twee jaar Lech Poznań besloot hij ervoor om naar Wisła Kraków te gaan. Daar won hij onder meer de Ekstraklasa en de Poolse Supercup en hij werd verkozen tot een van de beste verdedigers van Ekstraklasa. In zomer 2010 kreeg hij een bod van Trabzonspor. Hij tekende daar een contract van twee jaar.

## Erelijst
- Wisła Kraków
  - Landskampioen Polen: 6 (2001-2003-2004-2005-2008-2009)
  - Beker van Polen: 2 (2002-2003)
  - Liga beker: 1 (2001)
  - Ekstraklasa Verdediger van het Jaar: 1 (2009)

- Trabzonspor
  - Turkse Cup: 1 (2010)